# Plectris moseri
Plectris moseri är en skalbaggsart som beskrevs av Saylor 1935. Plectris moseri ingår i släktet Plectris och familjen Melolonthidae. Inga underarter finns listade i Catalogue of Life.